# Szymanowski (potok)
Szymanowski – potok, prawy dopływ rzeki Ochotnica. Płynie w granicach wsi Ochotnica Dolna w województwie małopolskim, w powiecie nowotarskim, w gminie Ochotnica Dolna.
Jest ciekiem 4 rzędu. Ma źródło na wysokości 805 m i wydajności 150 l/godz. na północnych stokach Pasma Lubania. Spływa w kierunku północnym, w dolnym biegu zakręcając na północny wschód. Uchodzi do Ochotnicy między osiedlami Szymany i Bibiarze. Jego ujście znajduje się pomiędzy ujściem Kudowskiego Potoku i Saskówki.
Zlewnia Szymanowskiego Potoku to w większości zbocza górskie porośnięte lasem. Tylko okolice ujścia potoku do rzeki są zabudowane, a w górnym biegu znajdują się na dnie doliny potoku polany (m.in. Antołówka).